# گریگوری آرنولین
گریگوری آرنولین (انگلیسی: Grégory Arnolin؛ زادهٔ ۱۰ نوامبر ۱۹۸۰) بازیکن فوتبال اهل فرانسه است.
از باشگاه‌هایی که در آن بازی کرده‌است می‌توان به باشگاه فوتبال اسپورتینگ خیخون، باشگاه فوتبال گوآ، باشگاه فوتبال پاسوژ د فریرا، باشگاه ورزشی ماریتیمو، باشگاه فوتبال پاری سن ژرمن، باشگاه فوتبال ویتوریا گیماریش، باشگاه فوتبال ستاره سرخ، و باشگاه فوتبال ژیل ویسنته اشاره کرد.
وی همچنین در تیم ملی فوتبال مارتینیک بازی کرده‌است.